# 硝西泮
硝西泮（商品名有Mogadon等）是一种有机化合物，分子式C15H11N3O3，属于苯二氮䓬类药物，可用作治疗焦慮与失眠的安眠药。